# Всесоюзный научно-исследовательский институт электроэнергетики
Всесоюзный научно-исследовательский институт электроэнергетики (ВНИИЭ) — советская и российская научно-исследовательская и инженерно-конструкторская организация в области электротехники. Полное наименование: «Филиал открытого акционерного общества „Научно-технический центр электроэнергетики“ Всесоюзный научно-исследовательский институт электроэнергетики». Расположен в Москве на Каширском шоссе. Директор — В. Э. Воротницкий, научный руководитель — Ю. Г. Шакарян.

## История института
- Создан 19 июля 1944 приказом Наркомата электростанций СССР как «Центральная научно-исследовательская электротехническая лаборатория» (ЦНИЭЛ) на правах всесоюзного научно-исследовательского института.
- В 1958 ЦНИЭЛ реорганизована во «Всесоюзный научно-исследовательский институт электроэнергетики» (ВНИИЭ).
- В 1995 ВНИИЭ преобразован в открытое акционерное общество «Научно-исследовательский институт Электроэнергетики» (ОАО «ВНИИЭ»).
- С 2006 является филиалом открытого акционерного общества «Научно-технический центр электроэнергетики» (Филиал ОАО «НТЦ электроэнергетики» — ВНИИЭ).

## Известные сотрудники
- Михаил Моисеевич Ботвинник (1911—1995) — 1-й советский чемпион мира по шахматам;
- Юрий Лазаревич Аронштам (1934—1999) — инженер, единственный сын армейского комиссара 2-го ранга Л. Н. Аронштама (от второго брака).